# Archidiocèse de Foggia-Bovino
L'archidiocèse de Foggia-Bovino (en latin : Archidiœcesis Fodiana-Bovinensis ; en italien : Arcidiocesi di Foggia-Bovino) est un archidiocèse métropolitain de l'Église catholique d'Italie appartenant à la région ecclésiastique des Pouilles.

## Territoire
L'archidiocèse est situé dans une partie de la province de Foggia, les autres parties de cette province sont partagées par ses suffragants: Cerignola-Ascoli Satriano, Lucera-Troia, Manfredonia-Vieste-San Giovanni Rotondo, San Severo; ainsi que par une petite partie du diocèse d'Ariano Irpino-Lacedonia pour la commune d'Anzano di Puglia. Son territoire couvre une superficie de 1 666 km2 divisé en 54 paroisses regroupées en 6 archidiaconés.
Le siège archiépiscopal est dans la ville de Foggia où se trouve la cathédrale basilique de l'Assomption ; sur le diocèse, deux autres églises ont le rang de basilique mineure : saint Jean Bapiste de Foggia (it) et le santuaire de la Vierge couronnée (it) à Borgo Incoronata, frazione de Foggia. À Bovino, la cocathédrale de Bovino garde le souvenir de l'ancien diocèse.

## Histoire
L'archidiocèse actuel est fondé en 1986 par la fusion du diocèse de Bovino et de l'archidiocèse de Foggia par le décret Instantibus votis de la congrégation pour les évêques. L'archidiocèse prend son nom actuel à la suite de cette union. 

### Diocèse de Bovino
L'origine du diocèse de Bovino qui remonte au début du VIe siècle est incertaine et mal documentée. Une bulle du pape Formose de 893 assigne les sièges épiscopaux de Bovino, Ascoli Satriano et Siponto à la juridiction des évêques de Bénévent, indiquant que ces anciens évêchés avaient été supprimés lors de la période lombarde et réunis à l'archidiocèse de Bénévent. Le premier évêque historiquement imputable à Bovino est Giovanni, mentionné dans un décret de Landolfo, archevêque en 971. À cette époque, la région est reconquise par les Byzantins, qui procèdent à la restauration du diocèse de Bovino, qui est désormais désigné comme suffragant de la province ecclésiastique de l'archidiocèse de Bénévent.
Dès le XIe siècle, l'existence du prieuré bénédictin de San Pietro di Olivola est documentée sur le territoire de Sant'Agata di Puglia, dépendant de l'abbaye de Cava dei Tirreni, dont il ne reste que des ruines. À la fin du XIIe siècle, Robert Ier construisit l'église en l'honneur de saint Marc, évêque d'Æcæ ; La cathédrale de Bovino est érigé au cours de l'épiscopat de Pierre Ier, et consacrée en 1231, qui comprenait l'église San Marco, connue aujourd'hui sous le nom populaire de Cappellone di San Marco.
Au XVIe siècle, l'évêque Ferdinando D'Anna (1541-1565) fait restructurer la cathédrale et, comme théologien du pape Pie IV, participe au concile de Trente où il se signale par la contribution apportée à la codification des décrets conciliaires. Son successeur, Giovanni Domenico D'Anna (1565-1578), frère de Ferdinando, reste éloigné du diocèse à cause de graves accusations de simonie, ce qui le conduit également à une peine qu'il doit purger dans les prisons du château Saint-Ange.
C’est seulement avec Angelo Giustiniani (1578-1600) que le processus de réforme du diocèse et d’application des décrets tridentins commence par les premières visites des paroisses et la célébration de synodes diocésains. Son successeur Paolo Tolosa (it) (1601-1615), poursuit le travail de réforme de Giustiniani tout en étant absent du diocèse parce qu'il est nommé nonce apostolique (en) de Charles-Emmanuel Ier. Lors de son épiscopat, le collège jésuite est fondé à Bovino, l'ancien hôpital est confié à l'administration des frères hospitaliers et une première tentative de création d'un séminaire diocésain mais qui échoue par manque de fonds pour son maintien. La question du séminaire demeure l’un des problèmes les plus urgents pour le diocèse de Bovino, mais reste longtemps différée. En 1685, Angelo Cerasi devient évêque et dirige le diocèse pendant quarante-trois ans jusqu'en 1728 ; il fait d'innombrables visites pastorales et fonde les archives diocésaines. Cet évêque est responsable de la préparation d'une audience en 1694, où tous les bénéfices de l'évêque sont répertoriés avec le revenu relatif.
Le XVIIIe siècle est marqué par l'épiscopat du franciscain Antoine Lucci (it) (1729-1752), béatifié par le pape Jean-Paul II en 1989. Une autre procédure de béatification est ouverte pour l'évêque capucin Nicola Molinari (1783-1792). En 1860, l'évêque Giovanni Montuoro, accusé d'instaurer un soulèvement populaire, est contraint de fuir et de se réfugier à Rome jusqu'à sa mort (1862). Plus tard, le diocèse reste vacant jusqu'en 1871.
En décembre 1974, Giuseppe Lenotti, ancien évêque de Foggia, est également nommé évêque de Bovino, réunissant ainsi les deux diocèses in persona episcopi, un statut également maintenu avec l'évêque suivant, Salvatore De Giorgi.

### Archidiocèse de Foggia
À l'origine, Foggia fait partie du diocèse de Troia. Détruite par un tremblement de terre en 1731, la ville est reconstruite et connaît un développement économique et démographique considérable, à tel point qu'en 1806, Joseph Bonaparte en fait la capitale de la Capitanata. Le 23 septembre 1806, le pape Pie VII érige l'église de l'Assomption à Foggia (où se garde l'image de la Vierge) en basilique mineure et le 2 décembre 1808, il accorde aux chanoines qui officient le privilège de porter l'habit de prévôt.
Le 25 juin 1855, soutenu par l'évêque de Troia, Antonio Monforte, et par le roi Ferdinand II, le pape Pie IX érige Foggia en diocèse immédiatement soumis au Saint-Siège par la bulle pontificale Ex hoc Summi Pontificis ; la juridiction de l'évêque s'étend sur le territoire de la ville de Foggia et sur celui de l'ancienne abbaye de San Marco in Lamis, alors soumise à l'archidiocèse de Manfredonia. Le premier évêque de Foggia est Bernardino Maria Frascolla (1856-1869), accusé d'être la cause du désordre et de l'anarchie qui règne dans la région de Daunie à la suite de la réunification et, pour cette raison, il est condamné à l'exil à Côme, mais acquitté en 1866.
La première moitié du XXe siècle est marquée par l’épiscopat de Fortunat Marie Farina (it) (1924-1954), dont la cause de béatification est en cours. De 1924 à 1955, avec les évêques Farina et Amici, le siège de Foggia est réuni in persona episcopi au diocèse de Troia. Le 29 septembre 1933, il est intégré à la région ecclésiastique du Bénévent par le décret Iam pridem de la congrégation pour les évêques.
Le 30 avril 1979, le pape Jean-Paul II et la bulle Sacrorum Antistites, applique les normes établies par le concile Vatican II en matière de circonscriptions ecclésiastiques, élève Foggia au rang d'archidiocèse métropolitain et rassemble dans sa nouvelle province ecclésiastique tous les diocèses de la Capitanata.

### Archidiocèse de Foggia-Bovino
Le 14 décembre 1974, Giuseppe Lenotti, évêque de Foggia, est également nommé évêque de Bovino et de Troia, réunissant in persona episcopi les trois sièges. Le 30 septembre 1986, par le décret Instantibus votis de la congrégation pour les évêques, les deux diocèses de Foggia et de Bovino sont unis et la nouvelle circonscription ecclésiastique prend son nom actuel. L'union avec le diocèse de Troia prend fin.
En 1994, la partie de la municipalité de San Marco in Lamis appartenant au diocèse de San Severo et comprenant le sanctuaire de Santa Maria di Stignano (it) est annexée à l'archidiocèse. En 1999, l'archevêque Giuseppe Casale crée le musée diocésain de Bovino afin de promouvoir l'intérêt pour l'art et de prévenir la dégradation de l'héritage culturel remarquable de l'ancien diocèse de Bovino. Le couvent de l'apôtre Saint-Matthieu (it) à Lamis abrite le musée d'histoire, de liturgie et d'art, créé en 1979, ainsi que la riche bibliothèque de l'ancien monastère. 

### Articles liés
- Liste des diocèses et archidiocèses d'Italie
- Église catholique en Italie